# Lago Sayram

El lago Sayram o lago Sailimu  (en chino, 塞里木湖; pinyin, Sàilǐmù hú) es un lago alpino de agua dulce de tipo rift localizado en el noroeste de China, cerca de la frontera con Kazajistán. Administrativamente, pertenece a la prefectura autónoma mongol de Bortala, parte de la Región Autónoma Uigur de Xinjiang. Es el lago alpino más grande (458 km²) y también el más alto (2.070 m) de Xinjiang.

## Geografía

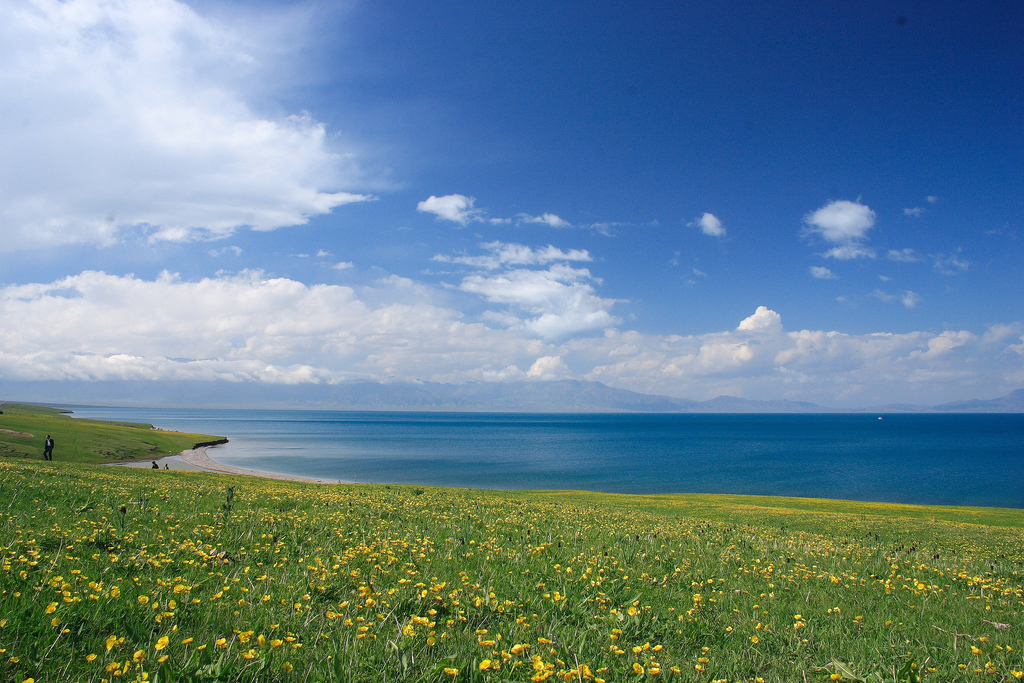
Vista del lago (mayo de 2007)

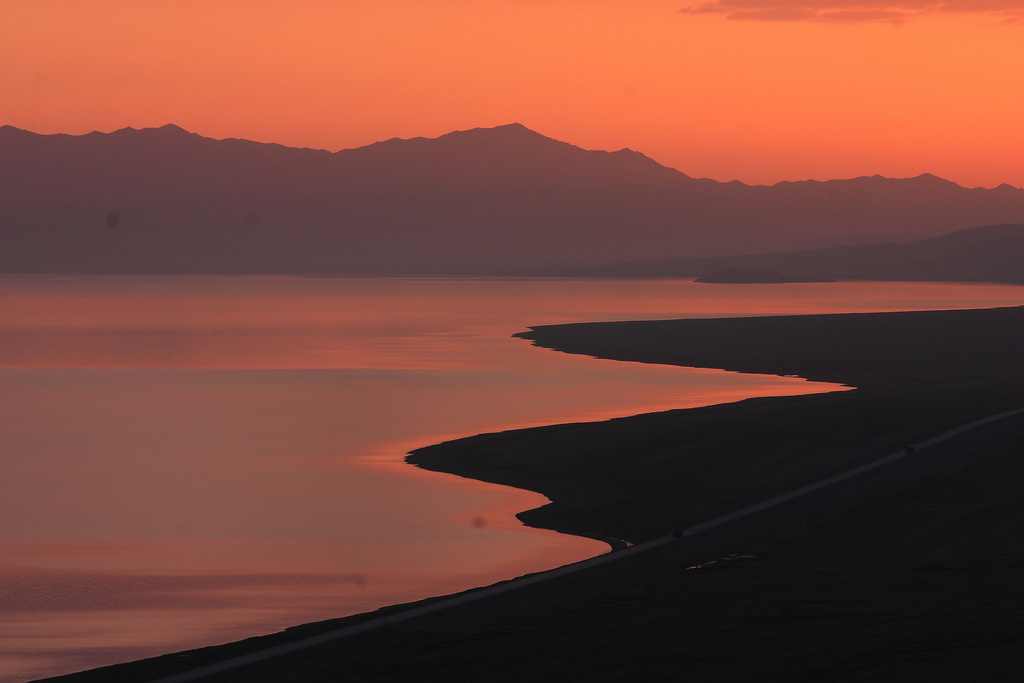
Amanecer en el lago, mayo de 2007

El lago está ubicado en las montañas del oeste de Tien-Shan, cerca de Yili Huocheng, a 114 km al suroeste del lago Ebinur.  
Los ricos recursos biológicos del lago Sairam han llevado a que los  humedales sean declarados parque nacional del estado.  Además del lago, en el parque hay un bosque relicto y zonas de estepa, con una superficie total declarada de 1.301,4 km².
En la orilla sur del lago discurre la carretera nacional 312.
En idioma kazajo, Sayram significa «bendición».También es conocido como Santai Haizi.